# Koninklijke Fanfare de Rumolduszonen
De Koninklijke Fanfare de Rumolduszonen is een fanfare uit Humbeek (Grimbergen). De vereniging is gesticht in 1861 en was eerst cantorij. Daarna werd het een koor en sinds de eeuwwisseling van de 19e - 20e eeuw fanfare. Het orkest heeft al verschillende prijzen gewonnen.